# Sphaeroma wadai
Sphaeroma wadai är en kräftdjursart som beskrevs av Nunomura1994. Sphaeroma wadai ingår i släktet Sphaeroma och familjen klotkräftor. Inga underarter finns listade i Catalogue of Life.